# (23444) Kukučín
(23444) Kukučín – planetoida z pasa głównego asteroid okrążająca Słońce w ciągu 4 lat i 35 dni w średniej odległości 2,56 j.a. Została odkryta 5 października 1986 roku w Obserwatorium Astronomicznym UMK w Piwnicach koło Torunia przez Milana Antala. Nazwa planetoidy pochodzi od Martina Kukučína (1860–1928), słowackiego pisarza, dramaturga i publicysty. Przed jej nadaniem planetoida nosiła oznaczenie tymczasowe (23444) 1986 TV6.